# 村田和也
村田和也（日语：村田 和也，1964年—），日本男性動畫演出家、動畫導演。出身於大阪府。

## 來歷
曾經加入松下電器（現Panasonic），擔任住宅相關設備的工業設計師。1989年夏天，即加入公司後的第三年，通過了吉卜力工作室的入職考試，以此作為結束對動畫熱愛的紀念考試。以演出研修制度第1期生加入吉卜力工作室。吉卜力工作室希望他從10月開始參加繪畫培訓，考試結束後，與第1期的同學同時進行，但由於前公司的交接，演出研修改為從1990年1月開始。同時參加入職考試的有第1期生小西賢一，第2期生安藤雅司、吉田健一、木信作。
《兒時的點點滴滴》製作開始之後研修就此中斷，演出部門的4名研修生中，村田等2人作為演出助手進場，其餘2人為製作進行。
在1993年的《海潮之聲》中擔任演出助手之後，他開始認真地想從事演出，但是吉卜力卻沒有可以讓新人擔當演出的作品。恰在那時，他從曾經擔任《兒時的點點滴滴》導演助手的前輩須藤典彥借調，要他幫忙製作他作為總導演參與的電視動畫《劍勇傳說YAIBA》。因此受到該作品的製作工作室Pastel的製作人神田修吉的邀請，力尋機會從吉卜力調出。
1995年加入了此時成立的動畫工作室OLM，作為公司的主力人員活躍。同年以OVA《別認輸了！魔劍道》成為導演處女作，1997年加入導演高橋直人的團隊，在電視動畫《劍風傳奇烙印戰士》中擔任助理導演。之後，負責Dreamcast遊戲《莎木II》（2000年）的影片導演。被召集到開發現場，幾乎完成了第一次的3DCG演出。
離開OLM後，成為自由職業者，主要參加《惑星奇航》（演出）、《交響詩篇艾蕾卡7》（演出）、《Code Geass反叛的魯路修》（副導演）等日昇動畫和BONES的作品。
2011年以電影《鋼之鍊金術師：嘆息之丘的聖星》第一次擔任電影動畫的導演，2013年以《翠星上的加爾岡緹亞》第一次擔任電視動畫的導演。並負責《翠星上的加爾岡緹亞》的原案。

## 人物
從小學6年級看《萬里尋親記》、初中2年級看《未來少年柯南》開始就迷上了宮崎駿和高畑勳，說不可能進入吉卜力工作室以外的動畫行業。第一次對動畫製作感興趣的是《未來少年柯南》，在那裡他第一次知道了演出的工作和宮崎駿的名字。受宮崎駿的影響，開始喜歡創造空間，並在大學建築系學習。
在吉卜力工作期間，他以動畫界獨特標準為基礎的24幀秒錶「1/24 秒計」的普及而聞名。當他進入動畫行業時，缺乏能夠測量1/24秒的秒錶，這是動畫表現的標準，這對村田來說是一個重大挑戰，在之前的工作中使用了專門的測量儀器建築的，是一個驚喜。因此在村田他在參加《海潮之聲》製作的時候，從一家秒錶公司那裡聽說正在製作用於各種行業的定制特殊秒錶，他諮詢了作畫監督近藤勝也，並決定讓他為動畫製作秒錶。之後，秒錶的機械零件就斷貨，再也無法製造新的秒錶了，但是在2010年被日本動畫師·演出協會將其改版為iPhone應用程式。但是，由於製造商的情況，該應用程序不再更新以匹配OS。

## 作品列表

### 電視動畫
1993年
- 海潮之聲（演出助手）
- 劍勇傳說YAIBA（分鏡、演出）

1995年
- 愛天使傳說（分鏡）

1997年
- 劍風傳奇烙印戰士（助理導演、分鏡）

1998年
- 幸運女神 小不隆咚便利多多（分鏡、演出）

1999年
- To Heart（分鏡、演出）
- 鋼鐵天使（分鏡、演出）

2001年
- 宇宙人形17（分鏡、演出）

2002年
- 神奇寶貝 Side Story（分鏡）

2003年
- 惑星奇航（分鏡、演出）

2004年
- 絢爛舞踏祭（分鏡、演出）

2005年
- 交響詩篇艾蕾卡7（分鏡、演出）

2006年
- Code Geass反叛的魯路修（副導演、分鏡、演出）

2007年
- 電腦線圈（分鏡）

2008年
- Code Geass反叛的魯路修R2（副導演、分鏡、演出、演出協力、原畫）

2009年
- 東京地震8.0（構成、編劇協力）

2013年
- 翠星上的加爾岡緹亞（原案、導演、分鏡、演出）[10]

2016年
- 舞武器·舞亂伎（分鏡）

2017年
- 正確的卡多（總導演[11]）

2019年
- 海盜戰記（OP分鏡&演出）
- 進擊的巨人 Season 3 Part.2（分鏡）

### OVA
1994年
- 鬼切丸（日语：鬼切丸）（分鏡、演出）

1995年
- 別認輸了！魔劍道（日语：負けるな!魔剣道）（導演）
- 貓眼女槍手（日语：ガンスミスキャッツ#OVA）（演出）

2010年
- 機動戰士鋼彈UC episode2（分鏡、演出）

2011年
- 機動戰士鋼彈UC episode3（分鏡）

2014年
- 翠星上的加爾岡緹亞 ～遙遠的巡迴航路～（原案、導演、分鏡、演出）

### 電影動畫
1991年
- 兒時的點點滴滴（演出助手）

1992年
- 紅豬（製作委員會）

1996年
- 酷企鵝的我的波奇是世界上最好的（分鏡、演出）

1998年
- 劇場版 神奇寶貝：超夢的逆襲（演出補佐）

2000年
- 劇場版 神奇寶貝：結晶塔的帝王（演出協力）

2003年
- 劇場版 神奇寶貝：七夜的許願星 基拉祈（演出、設計工作）

2011年
- 鋼之鍊金術師：嘆息之丘的聖星（導演）

### 網路動畫
2008年
- 亡念之扎姆德（分鏡）

2018年
- A.I.C.O.：化身（原案、導演、分鏡）
- 約束的七夜祭（日语：約束の七夜祭り）（原案、導演、分鏡、演出）

### 其它
1995年
- 哆啦A夢：友情傳說七小子（日语：ドラえもん 友情伝説ザ・ドラえもんズ）（形象構圖）

1997年
- TWO-MIX歌曲 「WHITE REFLECTION（日语：WHITE REFLECTION）」PV （導演、分鏡）

2000年
- 莎木II（遊戲內影片演出）

2009年
- 鋼之鍊金術師 FULLMETAL ALCHEMIST -曉之王子-（遊戲內影片分鏡）

## 腳註

## 相關項目
- 日本動畫師列表
- OLM